# Censo peruano de 1940
El Censo 1940 fue una enumeración detallada de la población peruana. Fue el quinto censo nacional de población (el primero del siglo XX), llevado a cabo en el Perú bajo el primer gobierno del presidente Manuel Prado Ugarteche.
La población censada ascendía a 6 207 967, la población total —población censada menos la omitida— fue de 7 023 111. La tasa de omisión durante dicho censo fue de 6,97%.
El Perú era predominantemente rural. La distribución demográfica por regiones naturales demostró que en 1940 el 65% del total residía en la sierra, el 28,3% en las costa, y el 6,7% en la selva.